# Sàlvia
|  | Per a altres significats, vegeu «Sàlvia (desambiguació)». |

La sàlvia comuna (Salvia officinalis) és nativa del Mediterrani, però ara es cultiva també a escala comercial a Europa occidental, Rússia i als Estats Units. Té un tija llenyosa en la base de què parteixen tiges herbàcies que es renoven cada any. Se n'utilitzen les fulles, grans, estretes, dentades, blanquinoses i amb la vora arrugada, que contenen un oli coent utilitzat per a aromatitzar carns, aus i embotits; també es consumeixen en infusió com a planta medicinal. La sàlvia s'utilitza, a més, com a inhibidora de la transpiració i per les seues propietats estrogèniques.

## Etimologia
El terme Salvia officinalis és una redundància de "planta medicinal que cura". Així Sàlvia prové de la combinació del mot llatí salvare (que cura) i l'epítet officinalis (medicinal) que s'aplica a moltes espècies que des de fa molt temps han estat considerades medicinals.

## Ecologia
Prefereix com a hàbitat els vessants pedregosos, les vores dels camins, els prats secs poc adobats i fèrtils i els llocs calcaris. Floreix al juny i al juliol.

## Descripció
Camèfit en forma de mata perenne petita d'una altura de 20 a 70 cm de longitud. És una planta d'arrels fasciculades que presenta una tija llenyosa, ramificada, de port erecte i robusta. A partir de la tija principal, a la base, parteixen una sèrie de tiges herbàcies que es van renovant cada any, les quals poden atènyer de 20 a 50 cm de longitud. Té una escorça grisenca i amb nombroses rames densament piloses i foliades fins a la part superior. Les fulles són oposades i coriàcies, la mida de les quals és molt variable però que no supera els 9 cm de llargada i els 2,5 cm d'amplada. Tenen una forma ovalada i a la vegada de llança (lanceolada) i s'estrenyen cap a la base fins a acabar en un pecíol. Presenten un marge dentat; són rugoses i espesses; i de color verd-grisós. Es caracteritzen per tenir una nervadura molt marcada i pennada que s'atenua a la base.

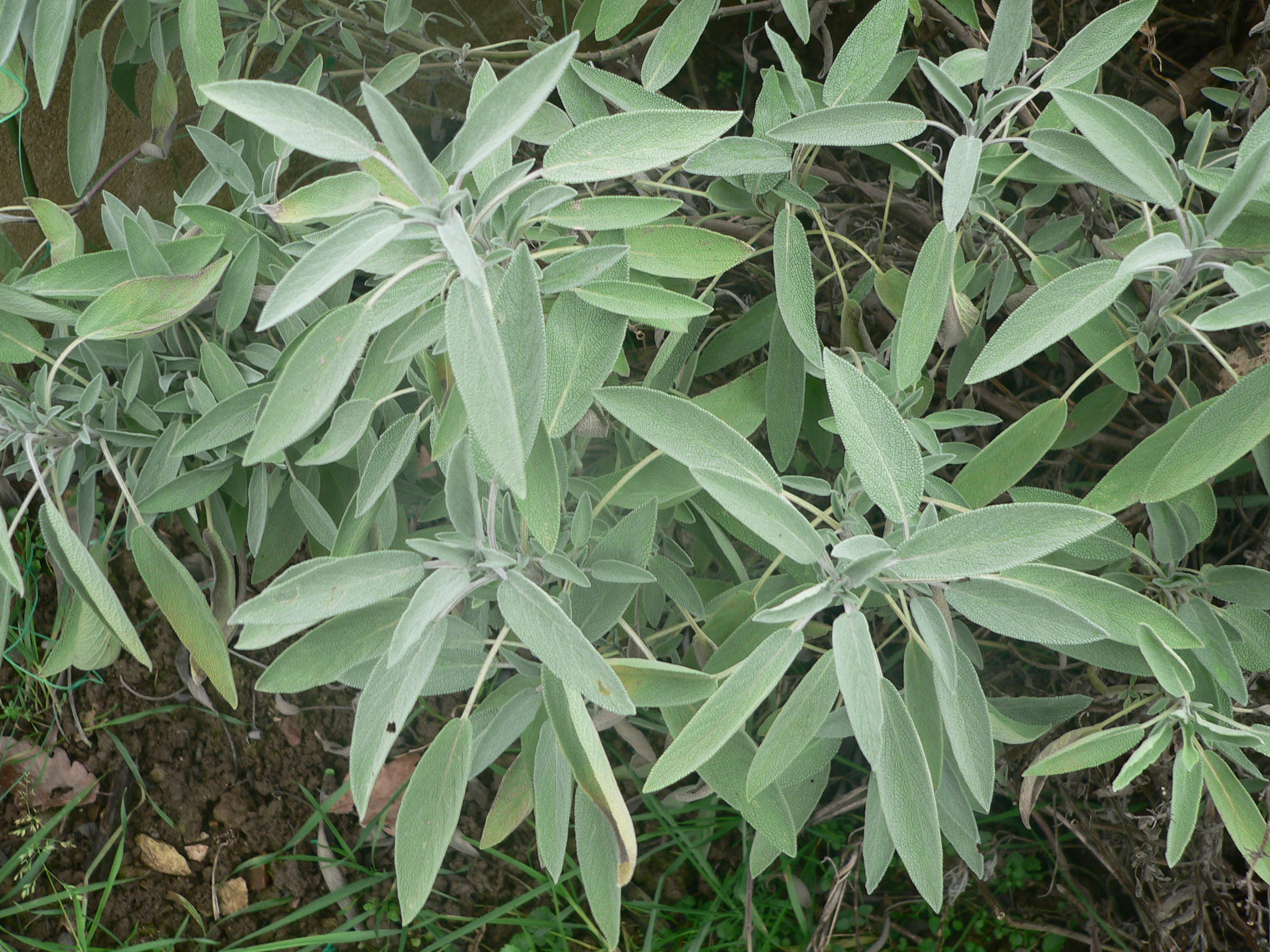
Fulles de la Sàlvia

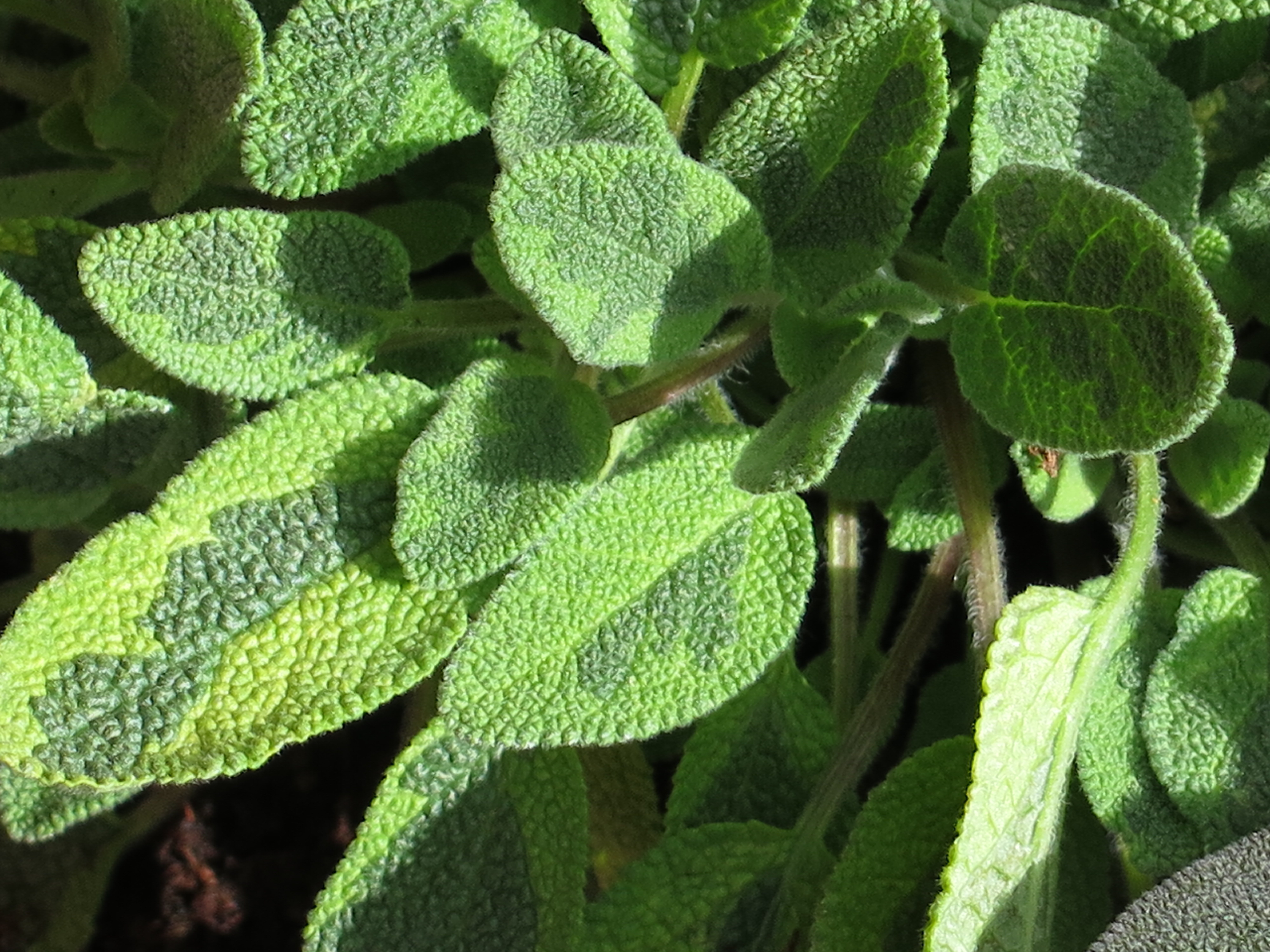
Salvia officinalis Icterina

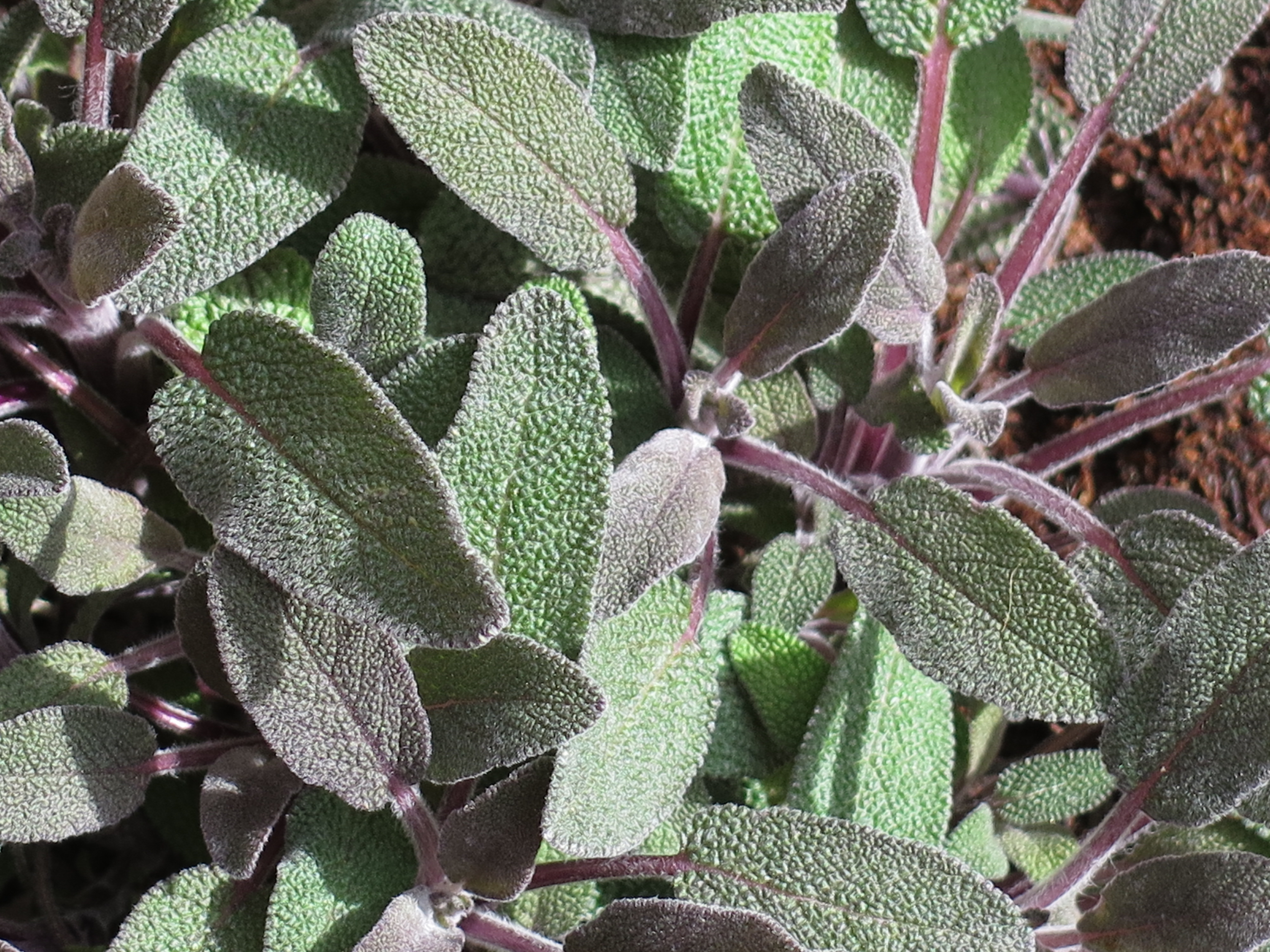
Salvia officinalis Purpurea

Les inflorescències són verticals i de tipus de raïm, on trobem agrupades entre 5-10 flors en un verticil. Flors hermafrodites i zigomorfes amb el calze tubulós el qual presenta els seus sèpals soldats (gamosèpala). La corol·la és de tipus bilabial, de tub relativament curt i obert per dalt formant dos llavis: el llavi superior amb 2 lòbuls i l'inferior amb tres lòbuls. És de color blau-violeta, rosat o blanquinós. L'androceu està constituït per 2 estams fèrtils amb els filaments curts i inserits a la gorja de la corol·la. Estan articulats a l'àpex a partir d'un connectiu filiforme, més curt que el filament, i amb dues branques desiguals.
El gineceu és súper i està format per dos carpels soldats en un ovari bilocular, que es converteix en tetralocular un cop madura. Els fruits són tetraquenis amb 4 mericarps ovoides i llisos; gairebé esfèric i de color bru fosc. És un fruit sec on al seu interior trobem una sola llavor no soldada al pericarp i de coberta generalment no consistent.
La droga d'aquesta planta, és a dir la part utilitzada, són les flors i les fulles. Per obtenir herba seca es fan servir les fulles; mentre que per produir olis essencials, s'empra la part aèria florida.

## Composició química
Conté fins a un 2,5% d'olis essencials que contenen:
- Tuiona: component principal (40% a 50%)
- Àcid ursòlic (1% a 2%)
- Flavonoides: glucosídics de luteolina i de l'apigenina.
- Àcids: rosmarínic (2% a 3%), cafèic i clorogènic.
- Tanins catèquics
- Carnosol: és la forma lactònica de la salvina (0,35%)
- Estrògens (hormones femenines)
- Vitamina B i C.

## Usos
- En infusions, per excitar les secrecions i tonificar el sistema nerviós.
- En perfumeria, cosmètica.
- En preparats farmacèutics.
- En l'àmbit culinari: les fulles potencien el gust d'alguns menjars.
- Als licors.
- Als sabons: la infusió de les fulles de sàlvia, barrejat amb farigola i romaní, vigoritza i dona lluentor als cabells.
- Per enfortir les genives i pel tractament d'úlceres.

## Accions farmacològiques
- Cicatritzant i bactericida: Per curar les ferides i les úlceres, afavoreix la cicatrització i impedeix que una ferida es pugui infectar.
- Estomacals, antidiarreiques i antivomitives: Contra les digestions pesades, la diarrea i els vòmits és un bon remei prendre tres tasses repartides al llarg de tot el dia de la infusió de fulles seques amb aigua.
- Emmenagog: Rebaixa lleugerament els dolors de la menstruació i facilita el buidat, evitant els problemes que tot això ocasiona, com ara el mal de cap, mal d'estómac i retenció de líquids.
- Diürètica: Afavoreix l'eliminació de líquids del cos, per la qual cosa resulta interessant pel conjunt de malalties que milloren amb l'eliminació d'aigua i la consegüent eliminació de toxines, especialment l'àcid úric: malalties circulatòries, hepàtiques, artritis, reumatisme, cel·lulitis, etc.
- Hipoglucemiant: El seu ús disminueix la quantitat de sucre a la sang, resultant interessant a la diabetis.
- Dolors musculars: Resulta molt útil com a relaxant de la musculatura per tal de tractar malalties com la fibromiàlgia.
- Antisudoral: La thuyona, principi actiu principal, bloqueja les terminacions nervioses de les glàndules sudorípares.
- Abortiu: En certes quantitats ha estat utilitzat al llarg dels anys per dones per a evitar embarassos no desitjats.

## Toxicitat
Com que presenta una gran concentració de principis actius, cal utilitzar-la exclusivament en la dosi adequada i en ús extern, ja que si se supera la quantitat permesa resulta extremadament verinosa.
Pot afectar externament a la pell produint dermatitis, al sistema nerviós central, al fetge i pot produir avortaments.

## Observacions
No s'ha de confondre la sàlvia comuna ("Salvia officinalis L.") amb la sàlvia espanyola ("Salvia lavandulifolia Vahl."), ja que són bastant similars. Ara bé, la sàlvia espanyola té les fulles més petites, estretes i en forma de llança, que recorden les de la lavanda i que li donen el nom ("lavandulifolia" : fulla de lavanda).